# Toges
 Toges  es una población y comuna francesa, en la región de Champaña-Ardenas, departamento de Ardenas, en el distrito y cantón de Vouziers.

## Demografía
| 330                       | 361 | 384 | 394 | 482 | 518 | 500 | 506 | 495 | lac. | lac. | 494 | 460 | 453 | 462 | 401 | 409 | 396 | 390 | 367 | 310 | 227 | 219 | 199 | 186 | 144 | 137 | 155 | 134 | 115 | 105 | 96 | 94 | 91 |
| (Fuente: Cassini e INSEE) |     |     |     |     |     |     |     |     |      |      |     |     |     |     |     |     |     |     |     |     |     |     |     |     |     |     |     |     |     |     |    |    |    |